# گلی (مجارستان)
گِلِی (به مجاری:  Gelej) یک شهرداری در مجارستان است که در ناحیه مزوچات واقع شده‌است. گلی ۳۲٫۱ کیلومتر مربع مساحت و ۶۸۶ نفر جمعیت دارد.